# Golf van Iskenderun
De Golf van Iskenderun of de Golf van Issus is de noordoostelijkste baai van het oostelijk bekken van de Middellandse Zee en is onderdeel van de Levantijnse Zee.
Aan de oostkant wordt de golf begrensd door de Turkse provincie Hatay en de Nur Dağları, eertijds het Amanusgebergte. Vlak daarachter ligt de naad tussen twee tektonische platen: de Arabische en de Anatolische Plaat. Het gebied is dan ook seismisch actief en kent aardbevingen. Aan de andere zijde ligt een alluviale vlakte die als Cilicia Pedias bekendstond, het vlakke deel van Cilicië.
In de oudheid lag aan de tip van de baai de stad Issos. Het was een strategische plek omdat het toegang bood tot de Syrische Poort, de pas over het Amanusgebergte. Het is vooral bekend van de Slag bij Issos in 333 v.Chr.